# NTSC

Geografické rozšíření norem NTSC, PAL a SECAM.

NTSC (National Television System(s) Committee) je standard kódování analogového televizního signálu, který vznikl v USA a je používán v převážné většině Amerického kontinentu, v Japonsku, Jižní Koreji a na Filipínách. Toto kódování bylo vyvinuto v americké FCC (Federal Communications Commission).

## Historie
Standard NTSC vznikl v roce 1940. O rok později byl vydán standard pro černobílé vysílání. Roku 1950 bylo rozhodnuto o potřebě standardu pro barevnou televizi, který vznikl o 3 roky později. Protože byl rozvoj barevné televize spjat s dalším rozvojem černobílé televize, uvědomili si všichni pracovníci, že alespoň pro začátek rozvoje barevné televize bude nutno považovat slučitelnost (kompatibilitu) soustav barevné a černobílé televize. Slučitelnost znamená, že se barevné vysílání dá přijímat bez znatelného zhoršení černobílým televizorem černobíle a naopak černobílé vysílání musí barevný televizor přijímat opět černobíle bez znatelného zhoršení. Původní soustava CBS však požadavku slučitelnosti nevyhovovala. Odborníci předvídali, že všeobecný stav elektroniky může připustit plně elektronické řešení barevné televize, proto bylo další rozšiřování CBS zastaveno. Asi 700 předních specialistů vytvořilo pracovní skupinu, která měla vyřešit plně elektronický přenos barevné televize. Tato skupina se nazývala "National Television System Committee". Po dva a půl roce vznikla první elektronická soustava NTSC, která byla dokončena v letech 1952 až 1953 a byla od 1. ledna 1954 oficiálně zavedena v USA.

## Technické údaje
Kódování NTSC je velmi podobné kódování PAL, technicky je PAL jeho následník. Stejně jako PAL používá kvadraturní modulaci signálu. Přenáší se vlastně jediný signál, jehož fázový posuv vyjadřuje barevný tón daného bodu obrazu a jeho velikost barevnou sytost. Sebemenší fázové zkreslení při přenosu tedy vede ke změně barevného tónu. Barvonosná frekvence je však od signálu jasu vzdálena méně. Důsledkem může být zkreslené barevné podání. Tento fakt vedl k alternativnímu překladu zkratky (nemíněnému ovšem vážně), a to "Never The Same Color" ("Nikdy stejná barva").

## Princip
Dvěma různými signály se modulují ve vyvážených modulátorech dvě nosné vlny stejné frekvence, fázově posunuté o 90°. Na přijímací straně se původní signály obnovují synchronní demodulací. Barvonosná frekvence (3,58 MHz) způsobuje v obraze rušivé struktury - volí se co nejblíže hornímu konce přenášeného pásma tak, aby ji ještě bylo možno modulovat potřebnou šířkou pásma chrominančního signálu. Další snížení rušivosti se provádí potlačením amplitudy barvonosné vlny. Nedostatkem soustavy NTSC je barevné zkreslení při změně podmínek v přenosovém kanálu - zkreslení fáze je větší než 5°.